# 亚历山大·拉祖特金
亚历山大·伊万诺维奇·拉祖特金（俄语：Александр Иванович Лазуткин，羅馬化：Aleksandr Ivanovich Lazutkin，1957年10月30日—）是俄罗斯已退役宇航员，俄罗斯第86位宇航员，世界第353位宇航员，呼号“天狼星二号”（Сириус-2）。

## 早年
1957年10月30日出生于莫斯科，1981年毕业于莫斯科航空学院，获得飞机机械工程学位。1981年至1984年留校担任工程师。1984年至1992年在能源科研生产联合公司担任设计工程师。1992年入选宇航员队伍，1994年3月获得测试宇航员资格。

## 生涯
1997年2月10日，他和队员乘坐联盟TM-25，前往和平号空间站执行任务。6月25日，瓦西里·齐布利耶夫在引导進步號货运飞船与和平号空间站对接时，由于飞船的移动速度太快，飞船撞向了空间站的光谱号增压舱，撞掉了一块太阳能电池板阵列 ，留下了撞击痕迹，机舱压力开始降低。
拉祖特金等队员迅速切断了与损坏舱体的连接，空间站内部压力开始稳定。但是太阳能电池装置的损坏使散热器保护盖移位。他们关闭了陀螺控制系统，并人工操作大型姿态控制推力器，使空间站实现机动，让其他舱体上的电池板朝向太阳以获取电能。最终空间站成功脱险。
统计
| # | 往返载具  | 发射时间（UTC）      | 任务代号  | 着陆时间（UTC）       | 时长总计     | 舱外活动次数 | 舱外活动时长 |
| - | --------- | -------------------- | --------- | --------------------- | ------------ | ------------ | ------------ |
| 1 | 联盟TM-25 | 1997年2月10日14时9分 | 联盟TM-25 | 1997年8月14日12时17分 | 184日22时7分 | 0            | 0            |
|   |           |                      |           |                       | 184日22时7分 | 0            | 0            |

## 退役
2007年从宇航员队退役。2011年7月至2014年2月担任莫斯科航天博物馆馆长。
2014年9月12日，他出席了深圳會展中心2號館生物展，現場參與了太空探索者協會年會社會活動日活動，之后參觀了華為技術有限公司、華大基因、北科生物科技有限公司等多家展商展台，體驗了生物科技的前沿技術。

## 荣誉
- 俄罗斯联邦宇航员和俄罗斯联邦英雄（1998年）[9]
- 太空探索优异奖章（2011年）[10]
- 美國宇航局太空飛行獎章